# Мир сказок Туркменбаши
«Мир сказок Туркменбаши» (туркм. Türkmenbaşynyň ertekiler dünýäsi) — парк развлечений в Ашхабаде. Находится в центре города. Местный вариант Диснейленда. Открывался дважды: первый раз (19 октября 2006 года) получил название «Мир туркменских сказок», второй раз — (8 декабря 2006 года) «Мир сказок Туркменбаши».

## История

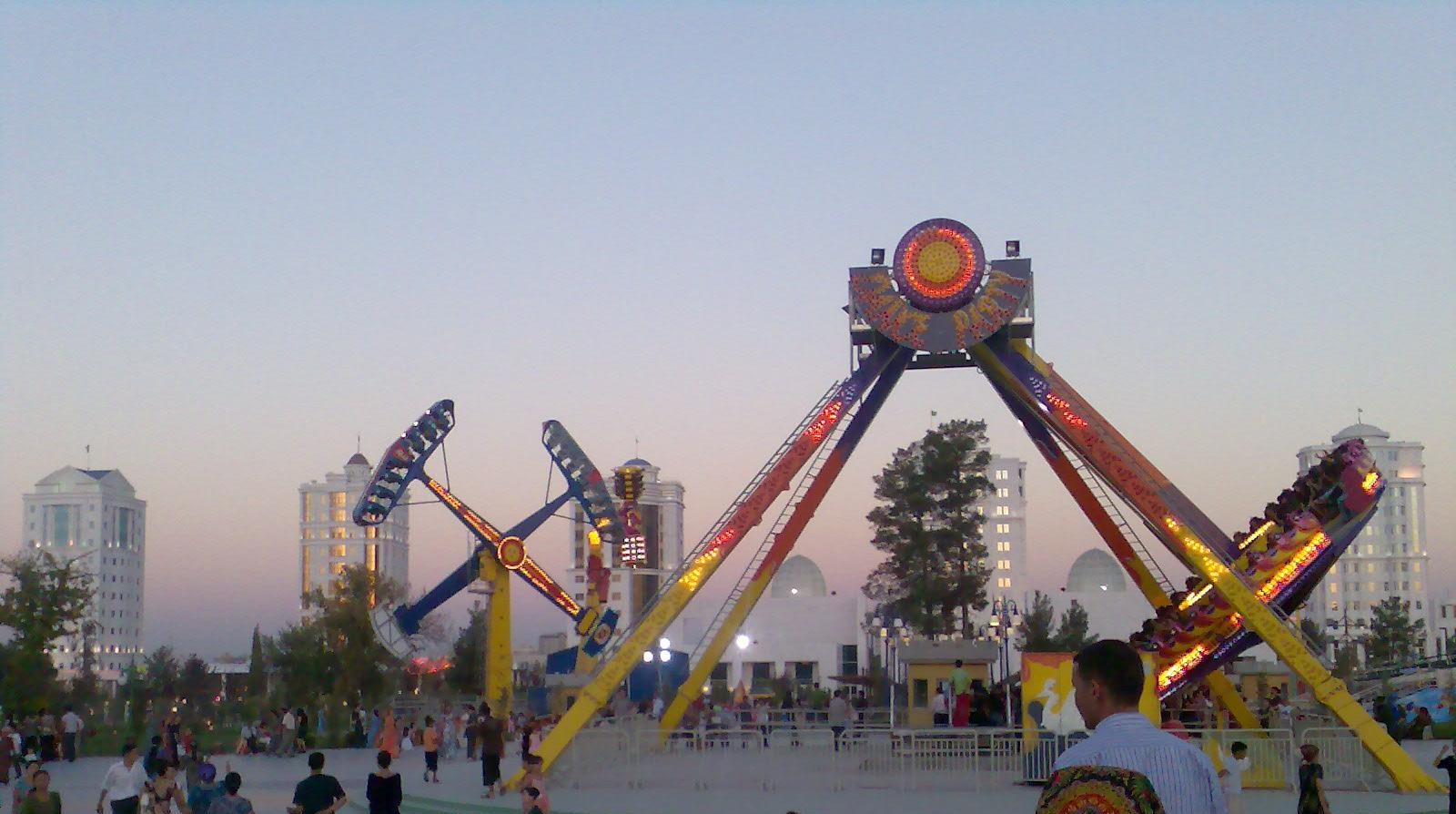
Аттракционы

Комплекс построен турецкой компанией «ГАП Иншаат» по заказу Министерства образования Туркменистана. Был открыт повторно 8 декабря 2006 года при участии Президента Туркменистана Сапармурата Ниязова и получил название «Мир сказок Туркменбаши». Проект стоимостью 50 млн долл. США финансировался за счет средств Государственного валютного резерва. Парк был открыт в октябре 2006 года. Расположился в центре города на площади в 33 га и разделен на две части: «открытую» и «закрытую», учитывая климатические особенности региона. В парке установлено более сотни аттракционов и игровых автоматов развлекательного, тематического и игрового направлений. Дизайн комплекса насыщен элементами национального туркменского фольклора.
Состоит из 5 основных частей: «Мир туркменских чудес», «Гора сказок», «Райская река», «Мир борьбы» и «Мир приключений». Парк развлечений можно объехать на «Каракумском экспрессе». Состав из тепловоза и трех вагонов рассчитан на 72 пассажира. Скорость поезда — 17 км в час.

### «Мир туркменских чудес»
В этой тематической территории, предваряемой масштабным макетом карты Туркменистана, отражены все основные природно-ландшафтные и климатические зоны страны. В миниатюре выполнены изображения представителей животного мира и образцов местной флоры. В этой части парка размещены многократно уменьшенные копии знаменитых историко-культурных памятников Туркменистана. Здесь предусмотрена искусственная река и беседки. Для взрослых и детей есть кафетерии, фотостудии, пункты проката, киоски и магазины. Аттракционы созданы с учетом национальных традиций. Колесо обозрения высотой 25 м, рассчитанное на 108 человек, напоминает по форме туркменское женское ювелирное украшение «гульяка». Аттракцион «Волшебный ковер» украшен национальными ковровыми узорами. В дизайне аттракциона «Чайные чашки» использованы элементы туркменского орнамента, на круге диаметром 15 м разместились 9 пиал, вмещает за один сеанс 36 человек, дополняет аттракцион огромный чайник в центре, выпускающий пар. Так же на этой территории находятся аттракционы «Ходжа Насреддин», «Веселый паровозик», «Бамперные лодки», «Американские горки с водой», «Лабиринт».

### «Гора сказок»
Крытый парк площадью более 7 тыс. кв. м. Чтобы попасть внутрь волшебной горы, необходимо пройти по светящемуся в полутьме мосту. В пещерах, тоннелях и гротах посетителей ждут разнообразные удивительные приключения.

### «Галерея деревень народов мира»
В этой части парка есть возможность попасть в ту или иную части Земли, совершить своеобразное кругосветное путешествие, сфотографироваться на фоне достопримечательностей Египта, Франции, Англии, Италии, США. Есть возможность стать пилотом космического корабля.

### «Мир туркменских сказок»
Постоянные «жители» этой части — таинственный Сказочник, Бовенджик, Акпамык и её семь братьев, Худайберды-горкак, могучие дэвы, Карамерген и другие многочисленные герои туркменского эпоса.

### «Райская река»
Здесь построен огромный аквариум, населённый обитателями Каспия и мирового океана. Также в него помещены движущиеся макеты животных.

### «Мир борьбы»
Создан для тех, кто хочет помериться друг с другом силой. Здесь есть аттракционы — «Горки», «Стена восхождения», «Родео», «Батуты», «Надувные игры», «Картинг» (15 гоночных машин с резиновыми бамперами).

### «Мир приключений»
Состоит из созданных на основе самых современных технологий аттракционов «Необычный самолёт», «Летающая тарелка», «Небесная петля», «Космическое оружие». Неподалёку раскинулись площадка и рукотворное озеро, зеркальная площадь которого составляет 10 тыс. кв. м. По нему можно поплавать на катамаранах.